# Memphis, Tennessee (chanson)
Pour les articles homonymes, voir Memphis.
Singles de Chuck Berry
Back in the U.S.A. Broken Arrow
Memphis, Tennessee est une chanson écrite et interprétée par Chuck Berry. Elle figure sur la face B du disque Back in the U.S.A., sorti en 1959. La chanson est parfois juste appelée Memphis. Elle se classe à la 6e place au Royaume-Uni, en 1963.
Son meilleur classement est une reprise par Johnny Rivers, titre qui atteint la seconde place des classements américains en 1964.

## Thème de la chanson et genèse
Le narrateur, un père, parle à une opératrice longue distance et demande son aide pour qu'il puisse joindre sa fille, prénommée Marie, qui vit à Memphis...
« sur le côté sud d'une crête, à seulement un demi-mile du pont du Mississippi. ». 
Chuck Berry compose, plus tard, en 1964, une suite à la chanson, intitulée Little Marie, qui sort en tant que single puis sur l'album St. Louis to Liverpool.

## Reprises et adaptations
Pistes inédites de Live at the BBC
Johnny B. Goode Lucille

### The Beatles
Souvent chantée sur scène, à l'époque où Pete Best était à la batterie, les Beatles ont enregistré Memphis, Tennessee lors de l'infructueuse audition chez Decca, le 1er janvier 1962, mais cette version ne sera pas incluse sur le disque Anthology 1.
Ils ont aussi enregistré la chanson à cinq reprises dans les studios de la BBC. On retrouve, sur le disque Live at the BBC, la prestation enregistrée le 10 juillet 1963 en direct du studio Aeolian Hall de Londres pour leur émission radio Pop Go the Beatles (en) diffusée le 30 juillet. Sur le disque On Air - Live at the BBC Volume 2, on entend la version produite par Bernie Andrews (en), enregistrée au Playhouse Theatre le 7 septembre 1963 et diffusée le 5 octobre 1963 à l'émission radio Saturday Club (en). C'est la dernière fois qu'elle y sera jouée par le groupe.

#### Personnel
- John Lennon – chant, guitare rythmique
- Paul McCartney – basse
- George Harrison – Guitare solo
- Ringo Starr – batterie

### Autres versions
Memphis Tennessee a été reprise par de nombreux artistes, parmi lesquels :
1964 : Lonnie Mack enregistre une version instrumentale au titre raccourci en Memphis sur l'album The Wham of that Memphis Man (en). Cette version est reprise la même année par le groupe Joey and the Showmen,.
Elvis Presley, enregistre par deux fois Memphis Tennessee, l'une en 1963, la seconde en 1964.
et aussi : The Animals, The Who (à l'époque des High Numbers),  Lonnie Mack, Johnny Rivers, Paul Anka, Count Basie, John Cale, the Dave Clark Five, Bo Diddley, Faces, the Hollies, Jan and Dean, Tom Jones, Jerry Lee Lewis, Led Zeppelin, Roy Orbison, Buck Owens, The Rolling Stones, Del Shannon, Rod Stewart, George Thorogood, Ernest Tubb et The Ventures.

### Adaptations
Nota, source pour l'ensemble de la section, sauf indications contraires et/ou complémentaires.
1964 : Danyel Gérard adapte en français (version qu'il cosigne avec Pierre Barouh), Memphis Tennessee, qu'il enregistre et publie en Super 45 tours.
La même année Eddy Mitchell reprend à son compte la version de Danyel Gérard et l'enregistre sur l'album Panorama.
1975 : Johnny Hallyday enregistre à Memphis une adaptation du classique de Chuck Berry écrite par Michel Mallory ayant pour titre Memphis USA (album Rock à Memphis).
1981 : Sylvie Vartan enregistre Je ne suis pas d'ici nouvelle adaptation signée Michel Mallory (album Ça va mal).
1996 : Une seconde adaptation, Memphis est loin d'ici, est enregistrée par Johnny Hallyday, sur des paroles de Jean Fauque plus proche du texte original de Chuck Berry (album Destination Vegas),.
2011 : Alain Souchon reprend l'adaptation de Danyel Gérard et Pierre Barouh et l'enregistre sur l'album À cause d'elles.